# Nebivololo
Il nebivololo è un principio attivo farmacologico della classe betabloccanti usato per il trattamento dell'ipertensione e in casi di insufficienza cardiaca.

## Indicazioni
Il nebivololo diminuisce la pressione arteriosa riducendo la resistenza vascolare periferica e aumenta in maniera significativa la gittata sistolica preservando la portata cardiaca e mantenendo il flusso sistemico e il flusso sanguigno agli organi bersaglio. Il nebivololo mostra effetto potenziante l'ossido nitrico e questa azione provoca effetti di vasodilatazione che si aggiungono agli effetti cardiaci dovuti al β-antagonismo. Inoltre, ha proprietà antiossidanti ed effetti neutri o favorevoli sul metabolismo sia dei carboidrati sia dei lipidi.
Il nebivololo è somministrato come racemo che contiene parti uguali degli enantiomeri D e L. L'isomero D è il componente attivo β-inibitore, mentre l'isomero L è responsabile dell'aumentata produzione di monossido di azoto e agisce come stimolante cardiaco senza attività beta-adrenergica.
La terapia con nebivololo porta a un maggiore riduzione della pressione sistolica e diastolica rispetto al trattamento con Atenololo, Propranololo o Pindololo.
Il nebivololo e altri beta-antagonisti non sono considerati terapie di prima scelta nell'ipertensione; inizialmente molti pazienti vengono trattati con altre classi di farmaci tra cui i diuretici tiazidici.

## Farmacocinetica
Il nebivololo è un antagonista beta-1 adrenergico selettivo con debole attività antagonista del recettore beta-2 adrenergico. Inibendo l'attività dei recettori beta-1 adrenergici grazie al d-nebivololo si verifica una diminuzione della frequenza cardiaca sia in condizioni di riposo sia di esercizio fisico, riduce la contrattilità miocardica e la pressione sistolica e diastolica. La selettività recettoriale del d-nebivololo limita l'entità degli effetti collaterali sulle vie aeree o sulla sensibilità insulinica.
Il nebivololo, inoltre, inibisce il rilascio dell'ormone mineralcorticoide aldosterone mediante l'antagonismo ai beta-1-adrenergici dell'apparato iuxtaglomerulare e la conseguente inibizione del rilascio di renina. La riduzione dell'aldosterone porta a diminuzione del volume sanguigno mentre una diminuita presenza di renina causa minore vasocostrizione. L-nebivololo è responsabile dell'attività agonista al recettore beta-3 adrenergico il quale stimola la sintesi di acido nitrico endoteliale, aumentando i livelli dello stesso; ciò porta a vasodilatazione, diminuita resistenza vascolare periferica, aumentata frazione di eiezione e gittata cardiaca. La vasodilatazione, il minor stress ossidativo e una diminuita aggregazione piastrinica indotte dal nebivololo possono portare a benefici in pazienti con insufficienza cardiaca.
L'assorbimento del nebivololo non è influenzato dal cibo. Ha una Tmax (tempo per raggiunger la concentrazione massima di farmaco rilevata nel sangue) di 1.5-4 ore. La biodisponibilità può essere dal 12% al 96% per metabolizzatori (CYP2D6) veloci o lenti.
Per una dose da 20 mg il d-nebivololo ha una Cmax (concentrazione massima di farmaco rilevata nel sangue) di 2.75±1.55 ng/mL, l-nebivololo ha una Cmax di 5.29±2.06 ng/mL; entrambi gli enantiomeri hanno una Cmax di 8.02±3.47 ng/mL. Per una dose da 20 mg il d-nebivololo ha una AUC (area sotto la curva) di 13.78±15.27 ng per h/mL, l'L-nebivololo ha una AUC di 27.72±15.32 ng per h/mL, mentre entrambi gli enantiomeri hanno una AUC di 41.50±29.76 ng per h/mL.
Con una dose di 20 mg, l’enantiomero d-nebivololo presenta un apparente volume di distribuzione di 10,290.81±3911.72 L, mentre l’enantiomero l-nebivololo ha un Volume apparente di distribuzione di 8,066.66±4,055.50L. I due enantiomeri insieme presentano un volume apparente di distribuzione di 10,423.42±6796.50L.

## Farmacodinamica
Il nebivololo è un antagonista selettivo del recettore beta-1 adrenergico che diminuisce la resistenza vascolare, aumenta la gittata sistolica e la portata cardiaca e non influenza negativamente il funzionamento del ventricolo sinistro. Ha una lunga durata d’azione per cui gli effetti si possono osservare anche 48 ore dopo aver smesso di assumere il farmaco e ha un ampio indice terapeutico. I pazienti assumono di solito dai 5 ai 40 mg al giorno. È sconsigliato smettere in maniera non graduale l’assunzione del farmaco poiché ciò può causare l’aggravamento di malattie coronariche. È consigliato ai pazienti diabetici di monitorare i loro livelli di glucosio nel sangue poiché i beta-antagonisti potrebbero mascherarei segni di ipoglicemia.

## Effetti indesiderati
I beta-antagonisti devono essere preclusi a chi ha avuto in passato episodi di scompenso cardiaco gravi, mentre entro certi limiti possono essere somministrati a persone affette da diabete. In particolare, i pazienti affetti da quest'ultima patologia devono prestare attenzione per l'effetto di mascheramento dei sintomi di un'eventuale ipoglicemia, dovuto alla riduzione della reazione adrenergica.
Comuni effetti collaterali del nebivololo i più descritti sono cefalea, bradicardia, fatica, ipotensione, vertigini, nausea, sonnolenza, depressione, perdita di memoria, impotenza, ipoglicemia; meno comuni sono: grave ipotensione, insufficienza cardiaca e broncospasmo.
È sempre consigliato richiedere un parere medico in caso si riscontrassero degli effetti collaterali durante l'impiego del farmaco.

## Controindicazioni e raccomandazioni
È sconsigliato in stato di gravidanza e in allattamento; gli effetti emodinamici indotti dal nebivololo (in particolare la ridotta perfusione placentare) potrebbero compromettere il normale sviluppo embrionale e fetale e determinare scompensi metabolici clinicalmente rilevati. Durante l'allattamento, data la presenza di nebivololo nel latte materno a concentrazioni significative, è sconsigliato il suo impiego.
Raccomandazioni: evitare l'assunzione di alcool, l'uso moderato è permesso durante i pasti. Non assumere in gravidanza e durante l'allattamento.

## Epatotossicità
Il nebivololo è sottoposto ad ampio metabolismo da parte del fegato, è un substrato del CYP2D6 e la sua escrezione è in gran parte per via biliare. Aumenti da lievi a moderati dei livelli sierici di aminotransferasi si verificano in meno del 2% dei pazienti trattati con beta-antagonisti e sono generalmente transitori e asintomatici e si risolvono con il proseguimento della terapia. È probabile che il danno epatico legato ai beta-antagonisti sia idiosincratico (deve ancora essere collegato a casi di danno epatico clinicalmente evidente). I riferimenti alla sicurezza e alla potenziale epatotossicità del nebivololo sono forniti nella panoramica sugli antagonisti dei recettori beta-adrenergici (ultimo aggiornamento nel giugno 2019).

## Emivita
Il d-nebivololo ha un’emivita di 12 ore nei metabolizzatori veloci del CYP2D6 e di 19 ore nei metabolizzatori lenti.

## Eliminazione
Nei metabolizzatori veloci del CYP2D6 il 38% viene eliminato nelle urine e il 44% nelle feci. Nei metabolizzatori lenti del CYP2D6 il 67% viene eliminato nelle urine mentre il restante 13% viene eliminato con le feci. Meno dell’1% della dose viene escreta come farmaco non metabolizzato.

## Clearance
Per una dose di 20 mg la clearance del d-nebivololo è di 1241.63±749.77 L/h, dell'l-nebivololo è di 435.53±180.93 L/h, mentre quella dei due enantiomeri insieme è di 635.31±300.25 L/h.